# Caso Universal City Studios, Inc. contra Nintendo Co., Ltd.
O Caso Universal City Studios, Inc. contra Nintendo Co., Ltd. foi um caso ouvido na United States District Court for the Southern District of New York pelo Juiz Robert W. Sweet. Em sua reclamação, Universal City Studios alegou que o jogo eletrônico da Nintendo, Donkey Kong, era uma violação de marca registrada de King Kong, o enredo e os personagens dos quais a Universal afirmava serem seus. Nintendo argumentou que a própria Universal havia provado que o enredo e os personagens de King Kong estavam em domínio público em Universal City Studios, Inc. contra RKO General, Inc.
Sweet julgou que a Universal havia agido com má fé ao ameaçar os licenciados da Nintendo e que não possuía nenhum direito sobre o nome King Kong ou os personagens e história. Ele também julgou que não havia possibilidade para consumidores confundirem o jogo e personagens da Nintendo com os dos filmes e personagens de King Kong. Universal apelou a decisão, mas o veredito foi mantido.